# 6642 Henze
6642 Henze este un asteroid din centura principală, descoperit pe 26 octombrie 1990, de Takeshi Urata.